# Joanna Kmiecik
Joanna Marta Kmiecik (ur. 1965) – polska duchowna ewangelikalna, pierwsza kobieta powołana na urząd pastora w Kościele Zielonoświątkowym w RP.

## Życiorys
Od 1993 wraz z mężem Tomaszem Kmiecikiem prowadzi częstochowski zbór KZ „Kościół Shoreline”. W ramach Kościoła Zielonoświątkowego na przestrzeni lat pełniła między innymi funkcję dyrektora Krajowej Służby Kobiet KZ oraz kierownika artystycznego Częstochowskich Dni Chwały.
27 września 2020 została ordynowana na diakonisę oraz powołana na urząd pastora pomocniczego jako pierwsza kobieta w Kościele Zielonoświątkowym w RP. Ordynacji i powołania  dokonał biskup Kościoła, Marek Kamiński wraz pastorem Tomaszem Kmiecikiem. Ordynacja nastąpiła w rok po dopuszczeniu ordynacji kobiet na urząd pastora pomocniczego przez Synod Kościoła Zielonoświątkowego w RP.
Do powołania Joanny Kmiecik  na pastora jako kobiety krytycznie odnieśli się między innymi pastor Sławomir Ciesiółka z Kościoła „Droga” w Inowrocławiu, należącego do Chrześcijańskiej Wspólnoty Ewangelicznej oraz pastor Paweł Chojecki z Kościoła Nowego Przymierza w Lublinie na łamach telewizji internetowej telewizji „Idź Pod Prąd”.
Joanna Kmiecik jest również prezesem zarządu Fundacji Pomocy Kobietom „EuroHelp” (od 17 listopada 2009), której była założycielką.